# Birmingham (Alabama)
Birmingham es la ciudad más grande del estado de Alabama en los Estados Unidos. La población de la propia ciudad es de 242 820 habitantes, pero hay más de 1.100.000 habitantes en el área metropolitana. La ciudad fue fundada en 1871 por lo cual celebró un siglo y medio de historia en 2021.
Birmingham empezó como un centro industrial de los Estados Unidos donde se fabricaba acero. La región tenía todo lo que era necesario para fabricarlo, y por eso la ciudad creció muy rápidamente. Tanto que se la llegó a denominar «La Ciudad Mágica». También se la llamó muchas veces «El Pittsburgh del Sur», a causa de las historias similares de las dos ciudades industriales.
Actualmente, Birmingham está reconocida como una de las ciudades más importantes del sur estadounidense junto a Atlanta, Charlotte, Nashville y Miami. Hoy en día hay cinco industrias predominantes en Birmingham: el acero, la banca, la medicina, el seguro, y la biotecnología. También Birmingham es la primera ciudad en el sur y la séptima de los Estados Unidos en cuanto a mejores oportunidades para ganar y ahorrar dinero.

## Transporte

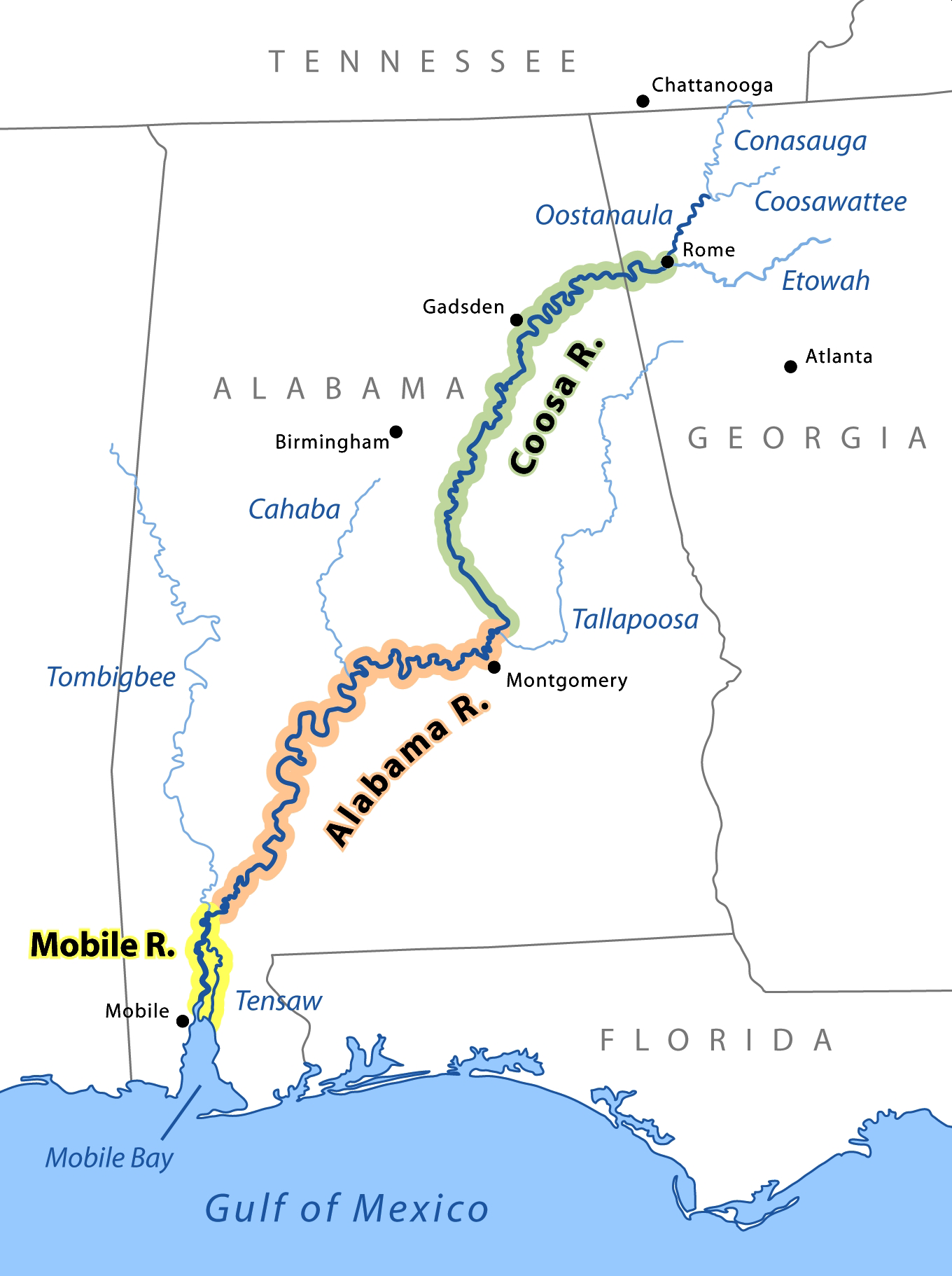
Mapa de los ríos Mobile, Alabama y Coosa, donde aparece Birmingham en el centro

Hay muchas maneras de llegar a Birmingham. El área está cubierta por el Aeropuerto Internacional Birmingham-Shuttlesworth. Es el aeropuerto más grande del estado y uno de los de mayor tráfico del sur de los Estados Unidos. 3 millones de personas lo transitan cada año. El aeropuerto ofrece 160 vuelos cada día a más de 37 ciudades en los Estados Unidos y el mundo.

## Deporte
Ninguno de los cuatro grandes deportes de equipo de Estados Unidos tiene franquicias en Birmingham. Varias ligas menores de fútbol americano tuvieron franquicias en la ciudad: los Birmingham Americans y los Birmingham Vulcans de la World Football League; los Birmingham Fire de la World League of American Football. Todos los equipos desaparecieron, excepto los Birmingham Stallions de la United States Football League (ahora United Football League)
En cambio, los deportes universitarios tienen gran tradición en la zona. La Universidad de Alabama y la Universidad de Auburn participan en múltiples deportes, siendo el fútbol americano el que mayor atención y público congrega.
Existen dos circuitos de carreras cercanos a Birmingham: Talladega Superspeedway, el óvalo más largo de Estados Unidos, y Barber Motorsports Park, donde se corren carreras de gran turismo y de motociclismo de velocidad.
Birmingham posee dos campos de golf que albergaron competiciones del PGA Champions Tour: el Greystone Golf & Country Club, sede del Memorial Classic hasta 2005; y el Ross Bridge Golf Resort and Spa, sede del Regions Charity Classic.

## Demografía

### 2010
De acuerdo al censo de 2010:
- 73.4% Afroamericano
- 22.3% Blanco
- 0.2% Nativo americano
- 1.0% Asiático
- 0.0% Nativo Hawaiano o Nativo de las islas del Pacífico
- 1.0% Dos o más razas
- 2.1% Otras razas
- 3.6% Hispano o Latino (de cualquier raza)

## Educación
Las Escuelas de la Ciudad de Birmingham gestiona escuelas públicas. Además, la ciudad de Birmingham es famosa por su producción de hierro y de carbón, y desde los años 50, el emblema de la ciudad eran la compañía Altos hornos Sloss, que produjo más de un millón de empleos a ciudadanos en paro. Durante todos los años que estuvo en funcionamiento, la educación era inexistente, y los altos hornos Sloss eran una de las compañías de fabricación de metales y carbón más potentes del mundo, hasta su abandono.

## Personas importantes nacidas en esta ciudad
- Carl Lewis, en 1961, exatleta especialista en pruebas de velocidad y salto de longitud.
- Condoleezza Rice, en 1954, 66.º Secretaria de Estado de los Estados Unidos.
- Courteney Cox, en 1964, es una actriz, modelo, productora de televisión y directora de cine.
- Dan Sartain, músico y compositor..
- Sun Ra, músico de jazz y poeta.
- Hank Green, educador y youtuber.

## Ciudades hermanadas
- Al Karak, Jordania.
- Anshan, Liaoning, China.
- Distrito de Chaoyang, Pekín, China.
- Guédiawaye, Región de Dakar, Senegal.
- Gweru, Midlands, Zimbabue.
- Hitachi, Ibaraki, Japón.
- Maebashi, Gunma, Japón.
- Pilsen, República Checa.
- Pomigliano d'Arco, Campania, Italia.
- Rosh HaAyin, Israel.
- Székesfehérvár, Fejér, Közép-Dunántúl, Hungría.
- Vínnitsa, Ucrania.
- Winneba, Central, Ghana.
- Cobán, Guatemala.